# Dingé
Dingé (bretonisch: Dingad; Gallo: Deinjaé) ist eine französische Gemeinde mit 1.690 Einwohnern (Stand: 1. Januar 2022) im Département Ille-et-Vilaine in der Region Bretagne; sie gehört zum Arrondissement Saint-Malo und zum Kanton Combourg. Die Einwohner werden Dingéens genannt.

## Geographie
Dingé liegt etwa 27 Kilometer nördlich von Rennes am Fluss Ille. Umgeben wird Dingé von den Nachbargemeinden Combourg und Lanrigan im Norden, Saint-Léger-des-Prés im Nordosten, Marcillé-Raoul und Sens-de-Bretagne im Osten, Feins im Südosten, Montreuil-sur-Ille und Guipel im Süden, Hédé-Bazouges im Südwesten, Tinténiac im Südwesten und Westen sowie Québriac im Westen.
Der Ort hat einen Bahnhof an der Bahnstrecke Rennes–Saint-Malo.

## Bevölkerungsentwicklung
| Jahr                       | 1962 | 1968 | 1975 | 1982 | 1990 | 1999 | 2006 | 2012 | 2020 |
| Einwohner                  | 1512 | 1436 | 1259 | 1268 | 1265 | 1327 | 1472 | 1653 | 1660 |
| Quellen: Cassini und INSEE |      |      |      |      |      |      |      |      |      |

## Sehenswürdigkeiten
- Kirche Saint-Symphorien
- Schloss Bougettin mit Schlosskapelle
- christianisierter Menhir von Bougettin
- Salzwiesen von Les Petits-Vaux

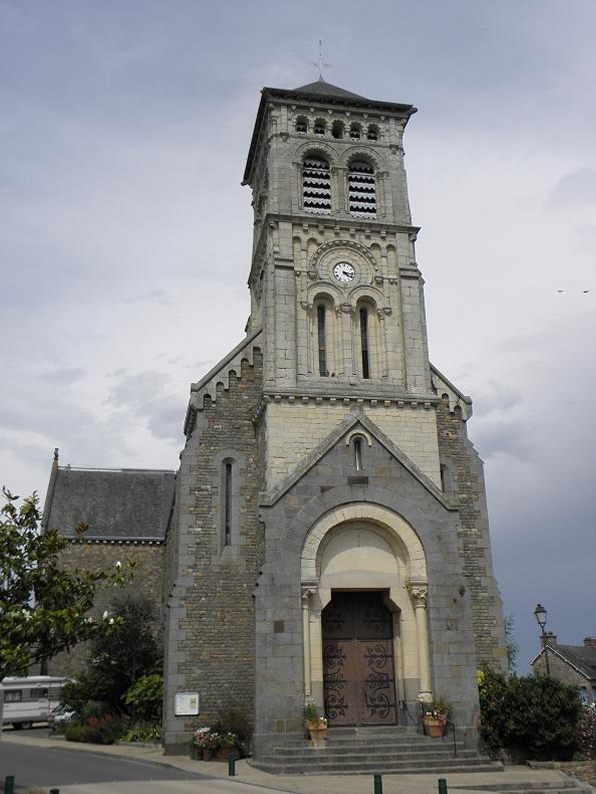
Kirche Saint-Symphorien
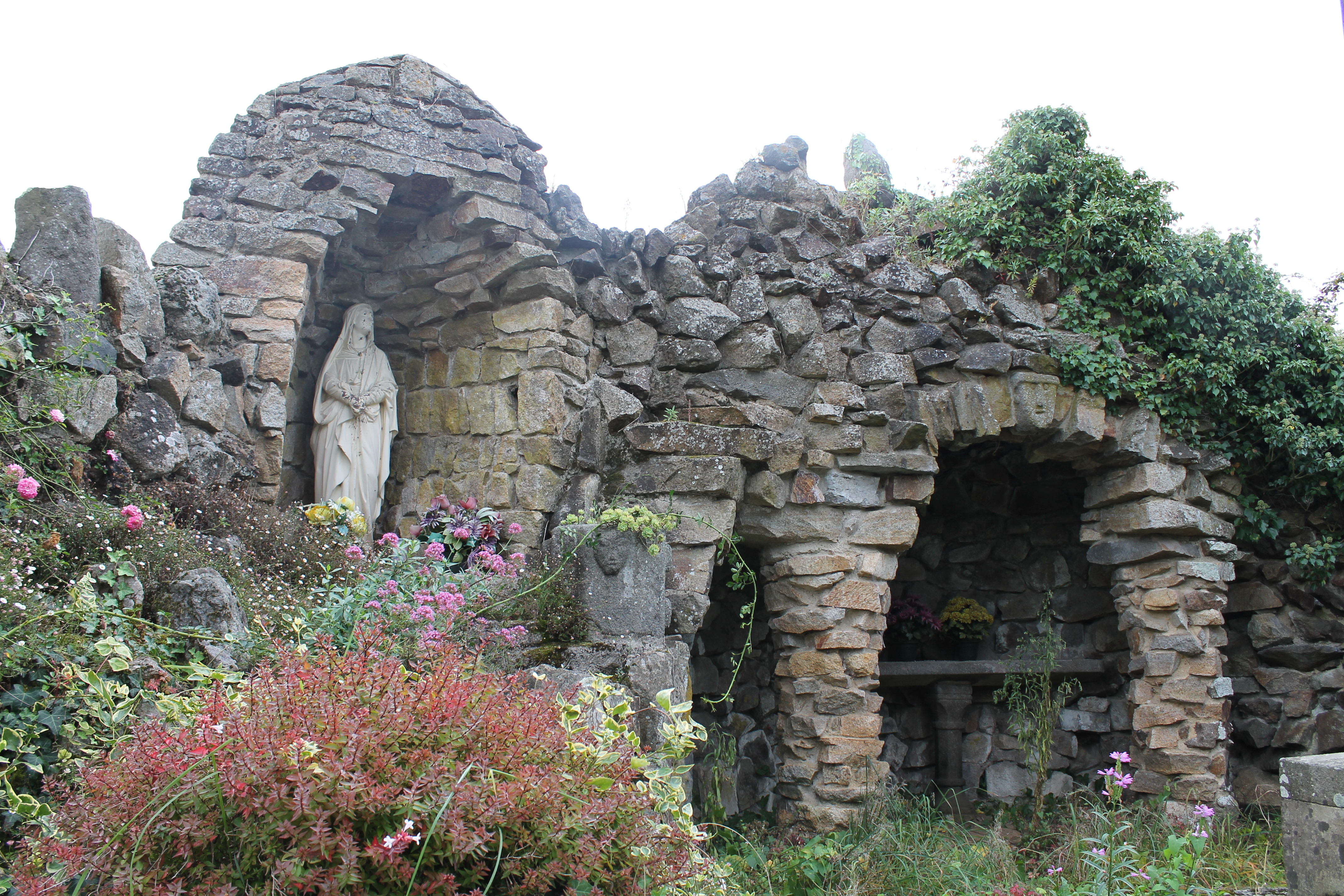
Stilisierte Lourdesgrotte
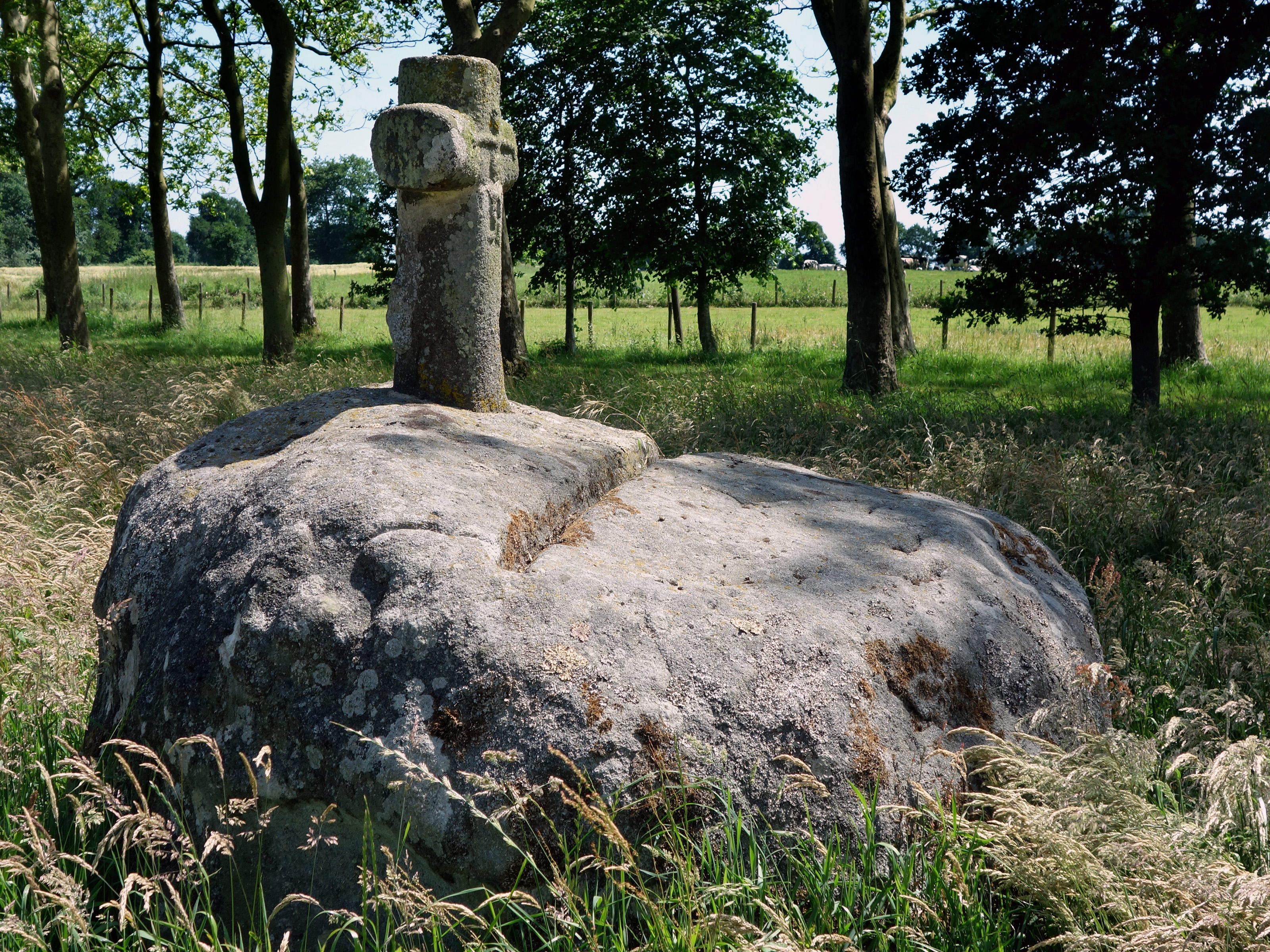
Christianisierter Menhir von Bougettin
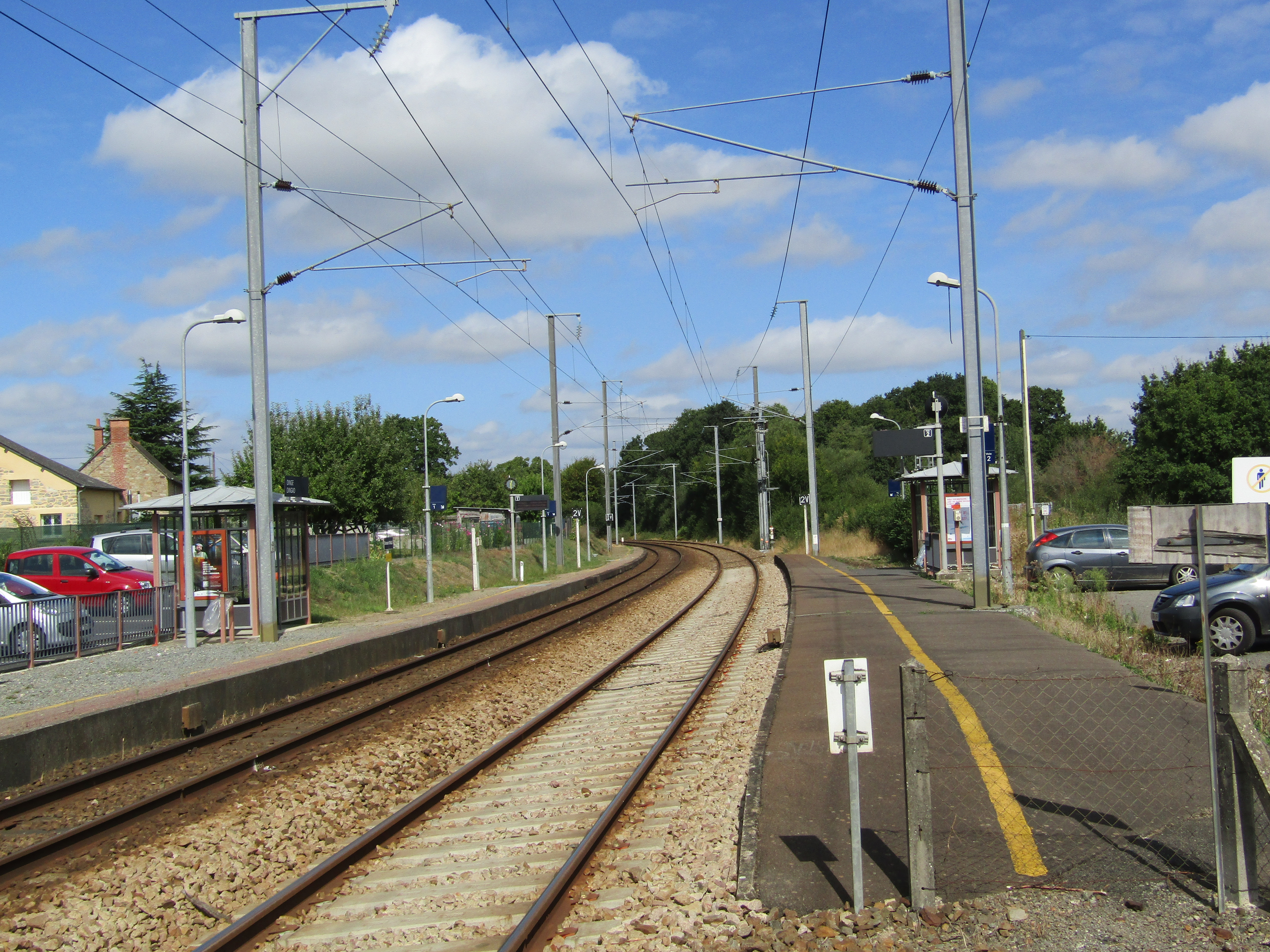
Bahnhalt Dingé
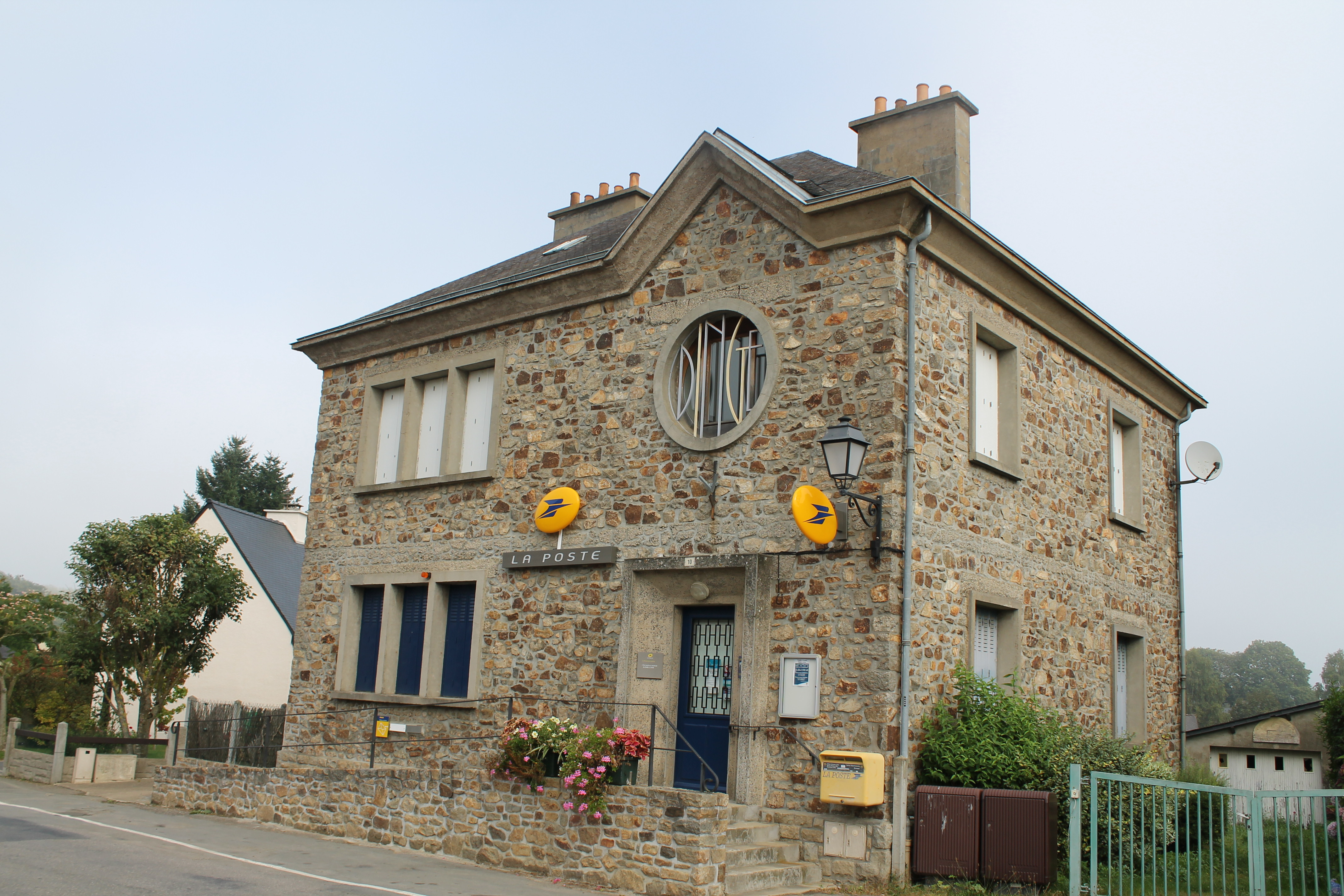
Postamt
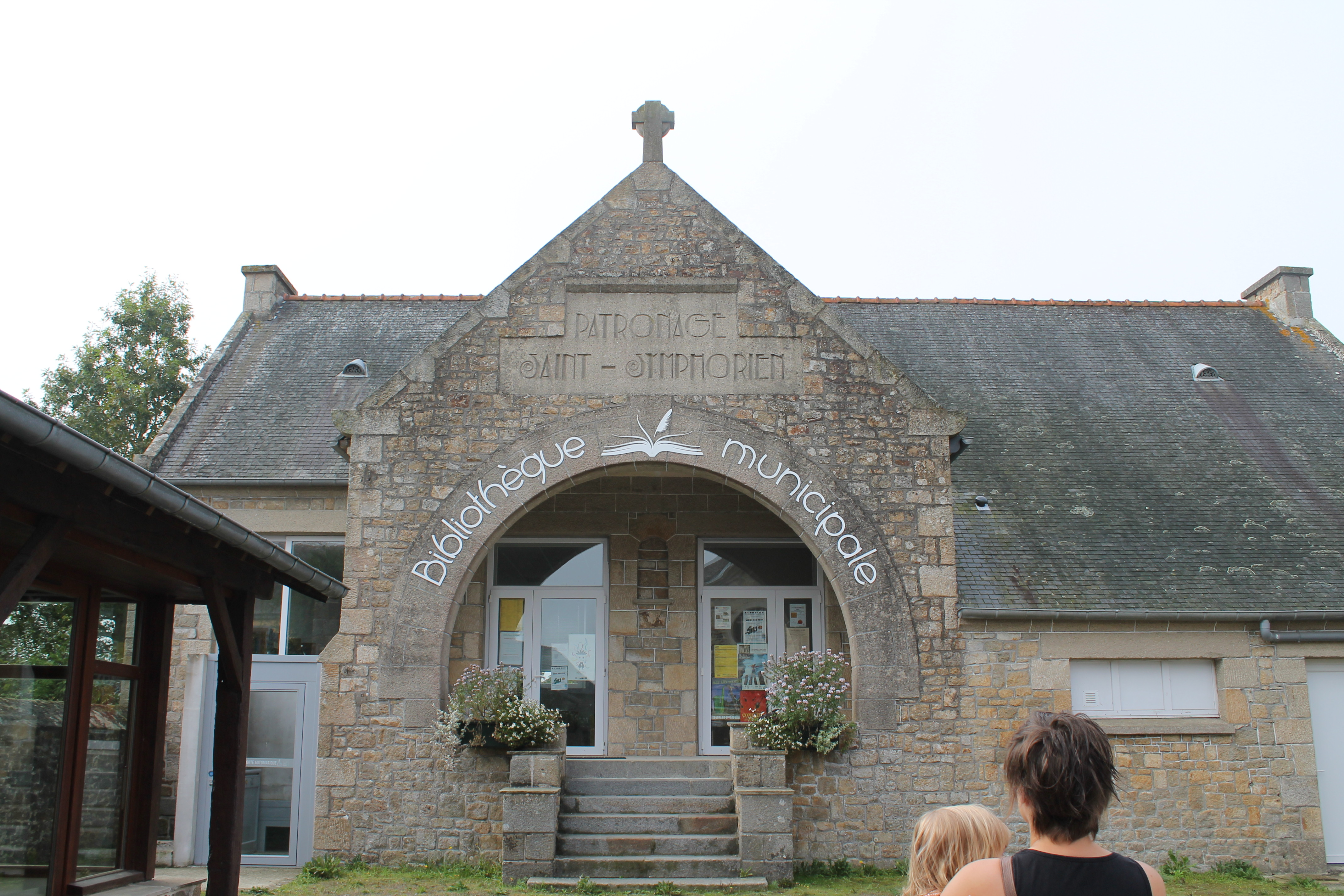
Bibliothek
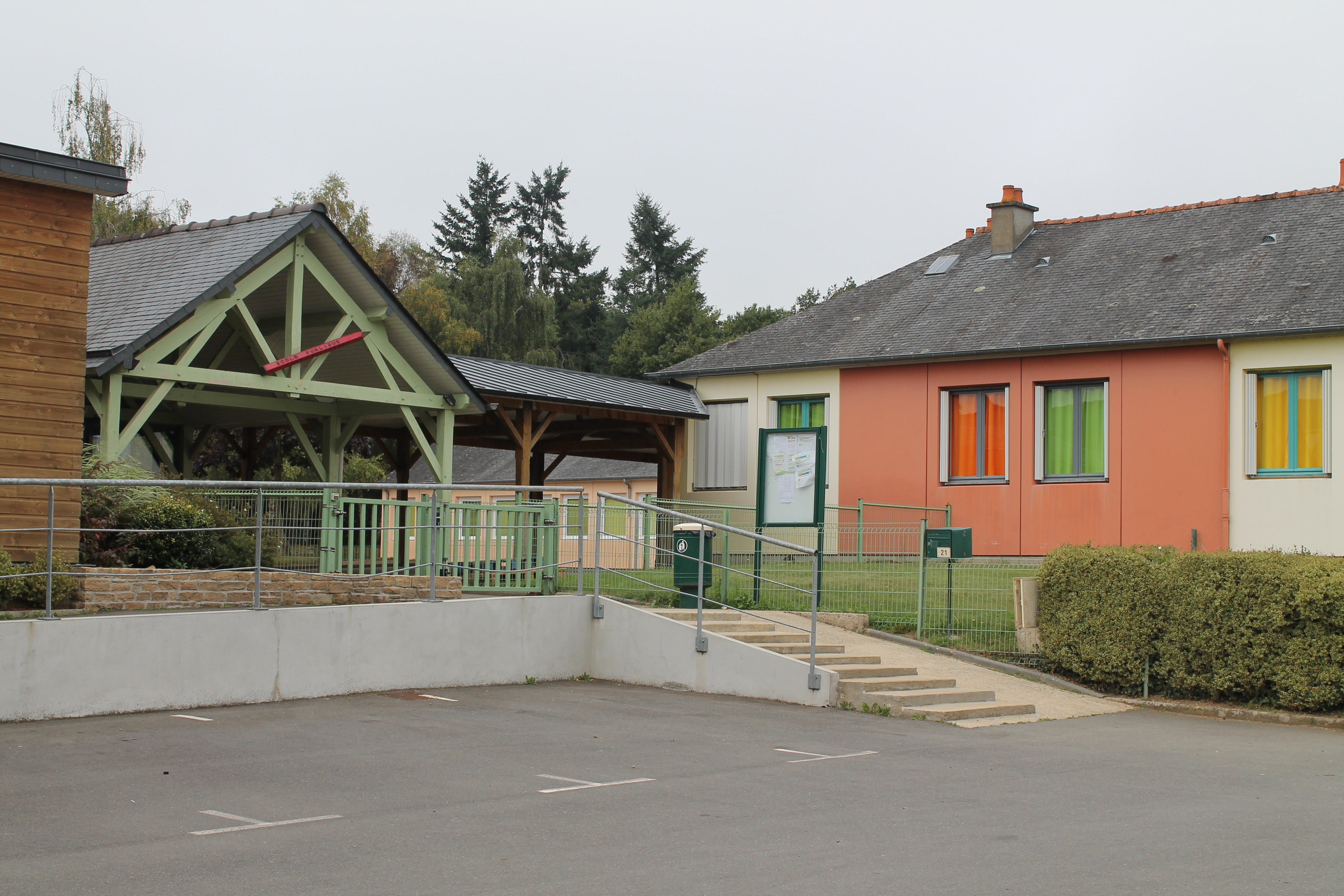
Private Grundschule „Sainte Famille“
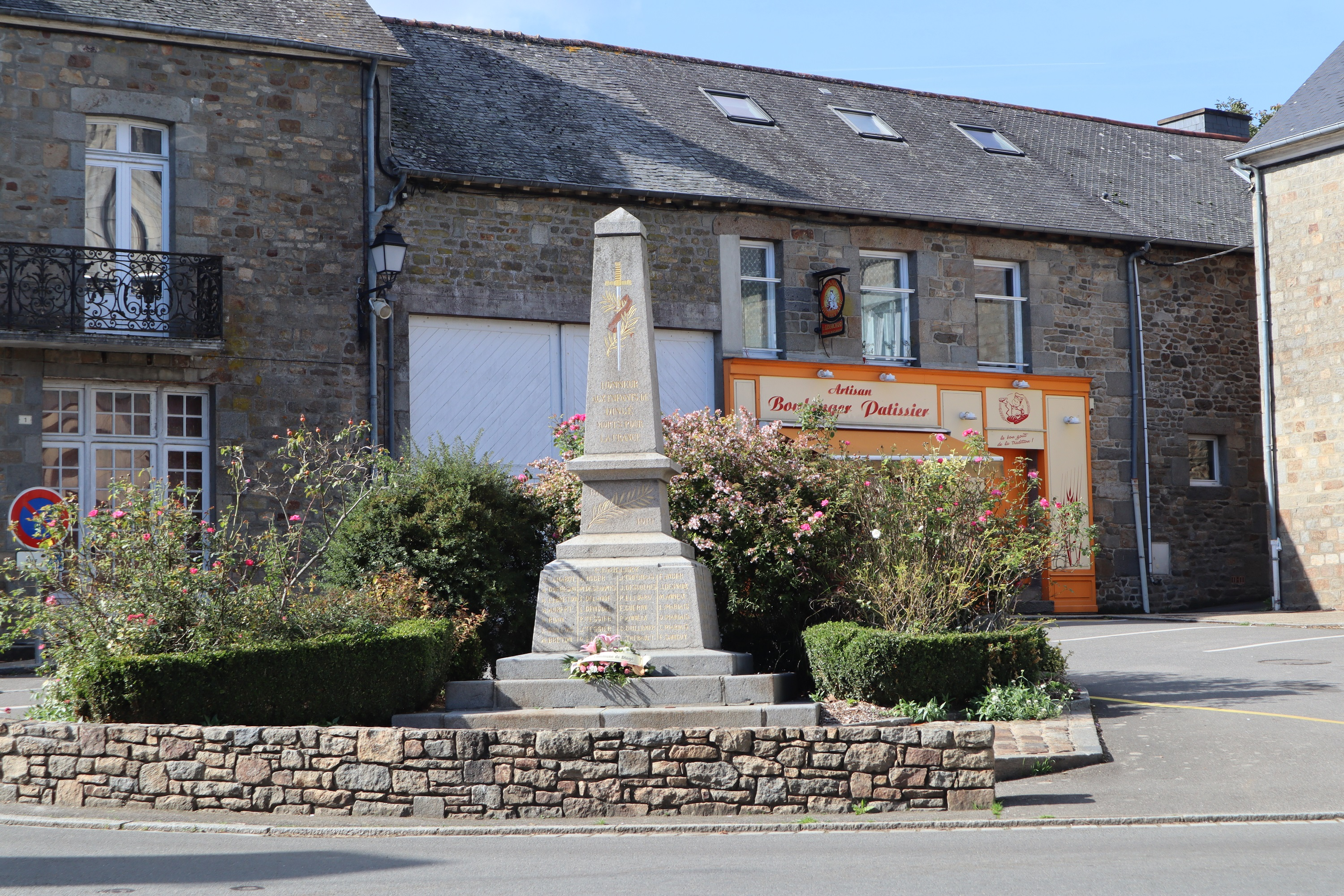
Gefallenendenkmal

## Gemeindepartnerschaft
Die italienische Gemeinde Stio in der Provinz Salerno (Kampanien) pflegt eine Partnerschaft mit Dingé.